# Matriz invertible

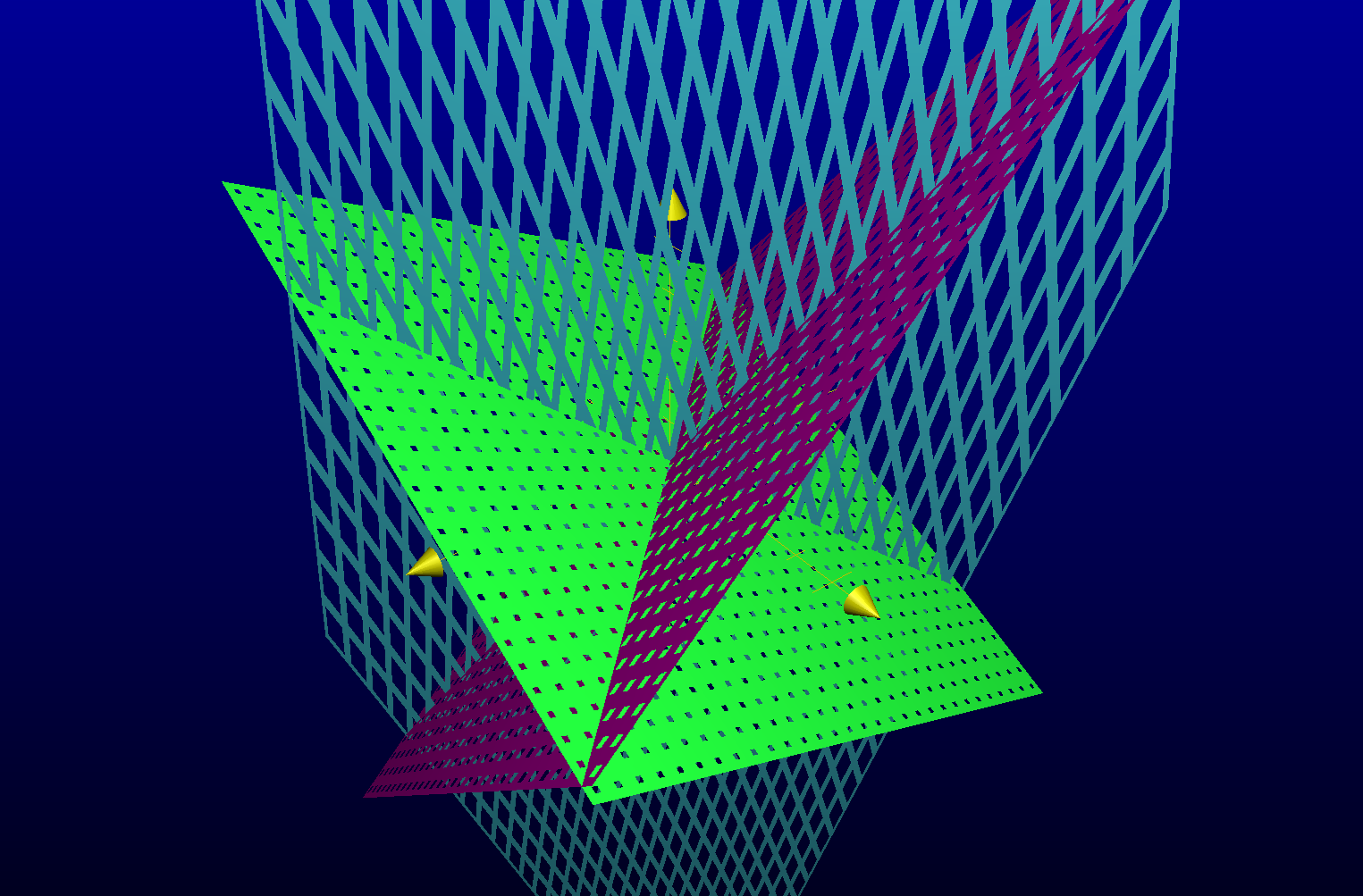
Una interpretación espacial de una matriz invisible 3x3 es la de 3 planos secantes sólo en el origen. Las coordenadas de la matriz serían los coeficientes de las tres variables espaciales en una base dada.

En matemáticas, en particular en álgebra lineal, una matriz cuadrada {\displaystyle A} de orden {\displaystyle n} se dice que es invertible, no singular, no degenerada o regular si existe otra matriz cuadrada de orden {\displaystyle n}, llamada matriz inversa de {\displaystyle A} y denotada por {\displaystyle A^{-1}} si {\displaystyle A\cdot A^{-1}=A^{-1}\cdot A=I_{n}}, donde {\displaystyle I_{n}} es la matriz identidad de orden {\displaystyle n} y el producto utilizado es el producto de matrices usual. 
Una matriz cuadrada no invertible se dice que es singular o degenerada. Una matriz es singular si y sólo si su determinante es nulo. La matriz singular {\displaystyle A} se caracteriza porque su multiplicación por la matriz columna {\displaystyle X} es igual a cero para algún {\displaystyle X} no nulo. El conjunto de estos vectores (y al subespacio vectorial formado por ellos) se llamará ker{\displaystyle A} (de kernel, núcleo en alemán), para una matriz invertible  ker{\displaystyle A} es el vector nulo. 
La inversión de matrices es el proceso de encontrar la matriz inversa de una matriz dada.

## Ejemplos

### Matriz de dos filas (matriz adjunta)
Dada una matriz {\displaystyle A} de tamaño {\displaystyle 2\times 2} con determinante no nulo entonces
{\displaystyle A^{-1}={\begin{bmatrix}a&b\\c&d\end{bmatrix}}^{-1}={\frac {1}{\det(A)}}{\begin{bmatrix}\,\,\,d&\!\!-b\\-c&\,a\\\end{bmatrix}}={\frac {1}{ad-bc}}{\begin{bmatrix}\,\,\,d&\!\!-b\\-c&\,a\\\end{bmatrix}}}
y esta está definida siempre y cuando {\displaystyle ad-bc\neq 0} con {\displaystyle a,b,c,d\in \mathbb {R} }. Así por ejemplo la inversa de la matriz
{\displaystyle {\begin{bmatrix}2&1\\5&3\end{bmatrix}}\mapsto {\begin{bmatrix}2&1\\5&3\end{bmatrix}}^{-1}={\begin{bmatrix}3&-1\\-5&2\end{bmatrix}},}
ya que
{\displaystyle {\begin{bmatrix}2&1\\5&3\end{bmatrix}}{\begin{bmatrix}3&-1\\-5&2\end{bmatrix}}={\begin{bmatrix}1&0\\0&1\end{bmatrix}}}

### Matriz de tres filas
Dada una matriz {\displaystyle A} de tamaño {\displaystyle 3\times 3} con determinante no nulo:
{\displaystyle A^{-1}={\begin{bmatrix}a&b&c\\d&e&f\\g&h&i\\\end{bmatrix}}^{-1}={\frac {1}{\det(A)}}{\begin{bmatrix}\,A&\,B&\,C\\\,D&\,E&\,F\\\,G&\,H&\,I\\\end{bmatrix}}^{T}={\frac {1}{\det(A)}}{\begin{bmatrix}\,A&\,D&\,G\\\,B&\,E&\,H\\\,C&\,F&\,I\\\end{bmatrix}}}

donde se definen
{\displaystyle {\begin{matrix}A=(ei-fh)&D=-(bi-ch)&G=(bf-ce)\\B=-(di-fg)&E=(ai-cg)&H=-(af-cd)\\C=(dh-eg)&F=-(ah-bg)&I=(ae-bd)\\\end{matrix}}}

## Propiedades de la Matriz Inversa
Sea {\displaystyle A\in \mathbb {R} ^{n\times n}} una matriz de rango máximo
- La matriz inversa de {\displaystyle A} es única.
- Si {\displaystyle B\in \mathbb {R} ^{n\times n}} y {\displaystyle C\in \mathbb {R} ^{n\times n}} entonces la matriz inversa del producto {\displaystyle BC} es

{\displaystyle \left(BC\right)^{-1}={C}^{-1}{B}^{-1}}
- Si la matriz {\displaystyle A} es invertible, también lo es su transpuesta, y el inverso de su transpuesta es la transpuesta de su inversa, es decir

{\displaystyle \left(A^{T}\right)^{-1}=\left(A^{-1}\right)^{T}}
- Y, evidentemente:

{\displaystyle \left((A^{-1})^{-1}\right)=A}
- Una matriz con coeficientes en los reales es invertible si y sólo si el determinante de A es distinto de cero. Además la inversa satisface la igualdad:

{\displaystyle {A^{-1}}={1 \over {\begin{vmatrix}A\end{vmatrix}}}\operatorname {adj} (A)\ }
donde {\displaystyle {\begin{vmatrix}A\end{vmatrix}}} es el determinante de {\displaystyle A} y {\displaystyle \operatorname {adj} {(A)}\ } es la matriz de adjuntos de {\displaystyle A}, entendida como a la matriz de cofactores traspuesta. (Ver la explicación de la diferente manera de entender el término adjunto en el artículo matriz de adjuntos).
- El conjunto de matrices de {\displaystyle n\times n} con componentes sobre el cuerpo {\displaystyle \mathbf {K} } que admiten inversa, con el producto de matrices, tiene una estructura isomorfa al grupo lineal {\displaystyle {\text{GL}}(n,\mathbf {K} )} de orden {\displaystyle n}. En este grupo la operación de inversa es un automorfismo {\displaystyle (\cdot )^{-1}:{\text{GL}}(n,\mathbf {K} )\to {\text{GL}}(n,\mathbf {K} )}.

### Demostración de la unicidad de la inversa
Supongamos que {\displaystyle B} y {\displaystyle C} son inversas de {\displaystyle A}

{\displaystyle AB=BA=I,\quad {\text{y}}\quad AC=CA=I}

Multiplicando ambas relaciones por {\displaystyle C}

{\displaystyle (BA)C=IC=C,\quad {\text{y}}\quad (BA)C=B(AC)=BI=B}

De modo que {\displaystyle B=C} y se prueba que la inversa es única.

### Demostración del criterio de invertibilidad de las matrices cuadradas
Se probará la doble implicación.

#### Suficiencia(⇒){\displaystyle (\Rightarrow )}
Supongamos que existe {\displaystyle B} tal que {\displaystyle AB=BA=I}. Entonces al aplicar la función determinante se obtiene
{\displaystyle \det \left(AB\right)=\det \left(BA\right)=\det \left(I\right).}
Utilizando la propiedad multiplicativa del determinante y sabiendo que {\displaystyle \det(I)=1} tenemos que 
{\displaystyle \det \left(A\right)\det \left(B\right)=1,}
por lo que deducimos que {\displaystyle \det(A)} es distinto de cero.

#### Necesidad(⇐){\displaystyle (\Leftarrow )}
Supongamos que el determinante de {\displaystyle A} es distinto de cero. Sea {\displaystyle a_{ij}} el elemento ij de la matriz {\displaystyle A} y sea {\displaystyle A_{ij}} la matriz {\displaystyle A} sin la fila {\displaystyle i} y la columna {\displaystyle j} (comúnmente conocida como {\displaystyle j}-ésimo menor de A). Entonces tenemos que
{\displaystyle \det(A)=\sum _{i=1}^{n}(-1)^{i+j}a_{ij}\det(A_{ij}).}
Además, si {\displaystyle k\neq j}, entonces podemos deducir que
{\displaystyle \sum _{i=1}^{n}(-1)^{i+j}a_{ik}\det(A_{ij})=0,}
pues la parte izquierda de la relación es el determinante de {\displaystyle A} con la columna {\displaystyle j} sustituida por la columna {\displaystyle k} y, de nuevo por propiedades del determinante, sabemos que una matriz con dos filas iguales tiene determinante cero. 
De las dos ecuaciones anteriores podemos obtener
{\displaystyle \delta _{jk}\det \left(A\right)=\sum _{i=1}^{n}(-1)^{i+j}\det \left(A_{ij}\right)a_{ik}.}
donde {\displaystyle \delta _{jk}} es la delta de Kronecker. 
Por tanto, sabiendo que {\displaystyle (I)_{ij}=\delta _{ij}} tenemos que 
{\displaystyle \det \left(A\right)I=\left({\mbox{adj}}(A)\right)A,}
es decir, que {\displaystyle A} tiene inversa por la izquierda
{\displaystyle {\frac {\left({\text{adj}}(A)\right)^{T}}{\det \left(A\right)}}.}
Como {\displaystyle \left({\text{adj}}(A)\right)^{T}={\text{adj}}\left(A^{T}\right)}, entonces {\displaystyle A^{T}} también tiene inversa por la izquierda que es
{\displaystyle {\frac {\left({\text{adj}}(A^{T})\right)^{T}}{\det \left(A^{T}\right)}}={\frac {{\text{adj}}(A)}{\det \left(A\right)}}.}
Entonces
{\displaystyle {\frac {{\text{adj}}(A)}{\det \left(A\right)}}A^{T}=I,}
luego, aplicando la transpuesta 
{\displaystyle A{\frac {\left({\text{adj}}(A)\right)^{T}}{\det \left(A\right)}}=I,}
que es lo que se quería demostrar.

## Métodos de inversión de matrices

### Solución analítica

#### Inversión de matrices 2×2
Calcular la matriz inversa en matrices de 2x2 puede ser muy sencillo. Se puede hacer de la siguiente manera:
{\displaystyle \mathbf {A} ^{-1}={\begin{bmatrix}a&b\\c&d\\\end{bmatrix}}^{-1}={\frac {1}{\det(\mathbf {A} )}}{\begin{bmatrix}\,\,\,d&\!\!-b\\-c&\,a\\\end{bmatrix}}={\frac {1}{ad-bc}}{\begin{bmatrix}\,\,\,d&\!\!-b\\-c&\,a\\\end{bmatrix}}}
Esto es posible siempre y cuando {\displaystyle ad-bc\neq 0}, es decir, el determinante de la matriz no es cero.

Ejemplo numérico:
{\displaystyle C={\begin{bmatrix}1&2\\3&4\end{bmatrix}},\ C^{-1}={\begin{bmatrix}1&2\\3&4\end{bmatrix}}^{-1}={\frac {1}{-2}}{\begin{bmatrix}\,\,\,\,\,4&-2\\-3&\,\,\,\,\,1\end{bmatrix}}}

#### Inversión de matrices de órdenes superiores
Para matrices de órdenes superiores puede utilizarse la siguiente fórmula:
{\displaystyle {A^{-1}}={1 \over {\begin{vmatrix}A\end{vmatrix}}}\ \operatorname {adj} (A)^{T}\ }
Donde  {\displaystyle {\begin{vmatrix}A\end{vmatrix}}} es el determinante de {\displaystyle A}, {\displaystyle \ \operatorname {adj} {(A)}\ } es la matriz de adjuntos de {\displaystyle A} y el superíndice {\displaystyle T} indica transposición.
Cuando la matriz tiene más de tres filas, esta fórmula es muy ineficiente y conduce a largos cálculos. Hay métodos alternativos para calcular la matriz inversa que son bastante más eficientes.

### Métodos numéricos
El método de eliminación de Gauss-Jordan puede utilizarse para determinar si una determinada matriz es invertible y para encontrar su inversa. Una alternativa es la descomposición LU, que descompone una matriz dada como producto de dos matrices triangulares, una inferior y otra superior, mucho más fáciles de invertir.
Utilizando el método de Gauss-Jordan se coloca a la izquierda la matriz dada y a la derecha la matriz identidad. Luego por medio del uso de pivotes se intenta formar en la izquierda la matriz identidad y la matriz que quede a la derecha será la matriz inversa a la dada.

## Grupo lineal
El conjunto de todas las matrices {\displaystyle n\times n} que admiten inversa es una representación lineal del grupo lineal de orden n, denotado como {\displaystyle {\textrm {GL}}(n)}. Este grupo tiene importantes aplicaciones en álgebra y física. Además {\displaystyle {\textrm {GL}}(n)\subset M_{n\times n}} es un conjunto abierto (con la topología inducida de {\displaystyle \mathbb {R} ^{n^{2}}}).